# اومودال‌لار
اومودال‌لار (به لاتین: Umudallar یا Umudalılar) یک منطقه مسکونی در جمهوری آذربایجان است که در شهرستان بردع واقع شده است. اومودال‌لار ۹۶ نفر جمعیت دارد.